# Skarpetki

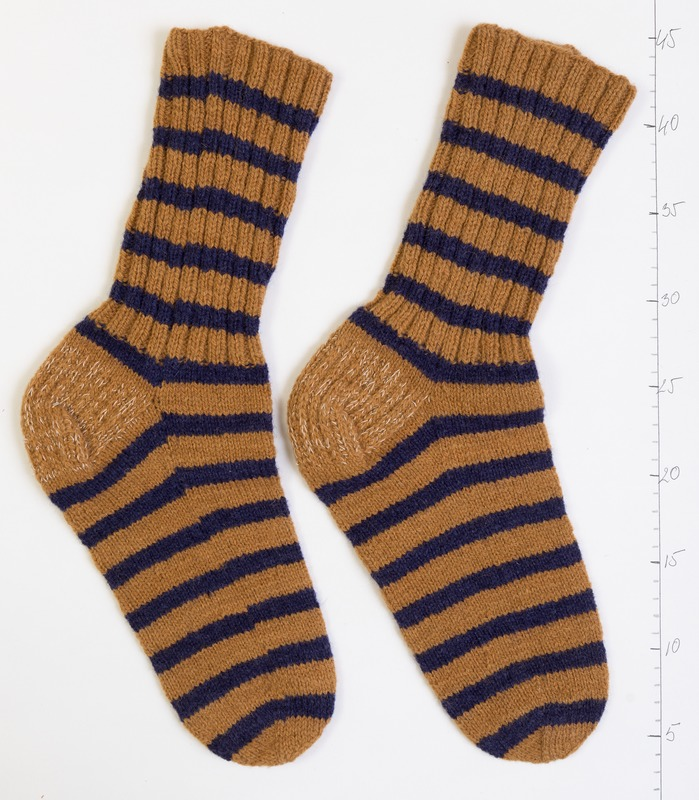
Skarpetki

Skarpety, skarpetki – element codziennego ubioru, zakładany na stopy. Zastąpiły powszechnie niegdyś używane onuce. Skarpetki są noszone zarówno przez mężczyzn, jak i kobiety w wielu kręgach kulturowych świata. W minimalistycznej wersji mają one kształt ludzkiej stopy, a przeważnie sięgają za kostki.
Materiał, z jakiego są wykonane, zależy między innymi od przeznaczenia skarpet. 
- Skarpety sportowe, uniwersalne oraz garniturowe (przeznaczone do butów wizytowych) produkowane są głównie z bawełny (Fildekos i często z dodatkami poliamidu, nylonu, spandexu).
- Materiałem stosowanym do produkcji skarpet specjalizowanych (do butów górskich i narciarskich) bardzo często bywa różnego rodzaju wełna.
- Skarpety specjalizowane, oprócz dodatków stosowanych w zwykłych skarpetach, zawierają też inne włókna techniczne (np. coolmax) mające poprawić ich właściwości termiczne, antybakteryjne, antygrzybicze i antyzapachowe. Są one również dosyć skomplikowane pod względem konstrukcji. Posiadają wzmocnienia w miejscach podatnych na przecieranie, obszary zwiększonej grubości, wstawki z materiałów ułatwiających odprowadzanie potu i nadmiaru ciepła (coolmax) w miejscach najbardziej narażonych na to zjawisko (grzbiet stopy), płaskie szwy (zapobiegające obtarciom), oraz ściągacze utrzymujące skarpetę w odpowiedni sposób na stopie.

Skarpetki są warstwą ubioru, chroniącą stopy przed zimnem (zarówno izolując stopy od chłodu z zewnątrz, jak i odprowadzając pot na zewnątrz), otarciami oraz izolującą je od obuwia.
Skarpety projektowane są w czterech podstawowych długościach: bardzo długie (tzw. zakolanówki), długie (tzw. podkolanówki), standardowe (ok. 8 cm ponad kostkę) i tzw. stopki dochodzące do połowy kostki.